# Perisade II
Perisade (in greco antico: Παιρισάδης?, Pairisádes; ... – circa 245 a.C.), chiamato nella storiografia moderna Perisade II, è stato un sovrano bosforano, re del Bosforo Cimmerio dal 284 al 245 a.C. circa.
A causa della perdita dei libri della Bibliotheca historica di Diodoro, il regno di Perisade II e dei suoi successori si conosce solo attraverso le iscrizioni e le monete che essi coniarono.

## Biografia

### Origini
Forse Perisade II è lo stesso "Perisade" di cui parla Diodoro, il quale ci riferisce che era un "giovane" uomo, figlio di Satiro II, che riuscì ad evitare la strage perpetrata dallo zio Eumelo, e che fuggì a cavallo e andò da Agaro, re dei Sciti; oppure il figlio del suo predecessore Spartoco III..

### Il regno
Perisade II salì sul trono intorno al 284 a.C., dopo la morte di Spartoco III. Egli era ancora al potere nel 245 a.C. quando offrì una coppa a Delo. Probabilmente morì nello stesso anno.
In una lettera su papiro indirizzata a Zenone di Cauno il 21 settembre 254 a.C. (P.Lond. VII 1973) sono menzionati ambasciatori di Perisade inviati in Egitto presso Tolomeo II.